# Bodiluddelingen 2019
Bodiluddelingen 2019 blev afholdt den 2. marts 2019 på Stærekassen i København og markerer den 72. gang at Bodilprisen blev uddelt. Uddelingens værter var Iben Hjejle og Signe Lindkvist.
Filmene Den tid på året af Paprika Steen og Ditte & Louise af Niclas Bendixen holdte flest af uddelingens nomineringer med seks nomineringer hver, men til trods for dette blev det kun til prisen for bedste manuskript til Den tid på året. Filmen Holiday blev aftenens største vinder med tre priser for bedste film, bedste kvindelige hovedrolle og bedste mandlige birolle.
Ved denne uddeling blev der introduceret en ny pris, da Danske Filmkritikere i samarbejde med streamingtjenesten Blockbuster stiftede Blockbuster Talentprisen. Prisen skulle hylde nye talenter, der på baggrund af deres indsats på film i 2018 blev vurderet til at gå en stor fremtid i møde, og kan gå til alt fra skuespillere og instruktører til klippere, fotografer og scenografer.

## Nominerede og vindere
| Bedste mandlige hovedrolle | Bedste kvindelige hovedrolle |
| --- | --- |
| - Jakob Cedergren for Den skyldige - Anders Matthesen for Ternet Ninja - Ardalan Esmaili for Charmøren - Matt Dillon for The House That Jack Built - Rasmus Bjerg for Så længe jeg lever                 | - Victoria Carmen Sonne for Holiday - Ditte Hansen for Ditte & Louise - Louise Mieritz for Ditte & Louise - Paprika Steen for Den tid på året                                                                                |
| Bedste mandlige birolle | Bedste kvindelige birolle |
| - Lai Yde Holgaard for Holiday - Anders W. Berthelsen for Ditte & Louise - Adam Brix for Ditte & Louise - Jacob Lohmann for Den tid på året - Lars Brygmann for Den tid på året                          | - Katrine Greis-Rosenthal for Lykke-Per - Karen-Lise Mynster for Den tid på året - Lotte Merete Andersen for Ditte & Louise - Sofie Gråbøl for Den tid på året - Soho Rezanejad for Charmøren                                |
| Bedste danske film | Bedste amerikanske film |
| - Holiday af Isabella Eklöf - Den skyldige af Gustav Möller - Den tid på året af Paprika Steen - Ditte & Louise af Niclas Bendixen - Ternet Ninja af Anders Matthesen & Thorbjørn Christoffersen         | - Florida Project af Sean S. Baker - A Star Is Born af Bradley Cooper - Lady Bird af Greta Gerwig - The Shape of Water af Guillermo del Toro - Three Billboards Outside Ebbing, Missouri af Martin McDonagh                  |
| Bedste ikke-amerikanske film | Bedste dokumentarfilm |
| - Roma af Alfonso Cuarón (Mexico) - Burning af Lee Chang-dong (Sydkorea) - Call Me By Your Name af Luca Guadagnino (Italien) - Grænse af Ali Abbasi (Sverige) - Shoplifters af Hirokazu Kore-eda (Japan) | - Olegs krig - en barndom i krigens skygge af Simon Lereng Wilmont - Bobbi Jene af Elvira Lind - Fanget i de fries land af Camilla Magid - Hjertelandet af Janus Metz & Sine Plambech - Skjold & Isabel af Emil Næsby Hansen |

## Øvrige priser

### Æres-Bodil
* Arne Bro

### Sær-Bodil
- Henrik Thøgersen

### Bedste fotograf
- Nadim Carlsen

### Samarbejdspriser
Henning Bahs Prisen
- Simone Grau Roney

Bedste manuskript
- Jakob Weis for Den tid på året

Blockbuster Talentprisen
Vinder: Gustav Möller, instruktør, for Den skyldige
- Elvira Lind, dokumentarinstruktør, for Bobbi Jene
- Isabella Eklöf, instruktør, Holiday
- Josephine Farsø, scenograf, for Christian IV - Den sidste rejse og Holiday
- Sofie Marie Kristensen, klipper, for Brakland